# Gare de Voutré
La gare de Voutré est une gare ferroviaire française de la ligne de Paris-Montparnasse à Brest, située sur le territoire de la commune de Voutré, dans le département de la Mayenne en région Pays de la Loire.
C'est aujourd'hui une halte ferroviaire de la Société nationale des chemins de fer français (SNCF) desservie par des trains express régionaux TER Pays de la Loire.

## Situation ferroviaire
Établie à 143 m d'altitude, la gare de Voutré est située au point kilométrique (PK) 259,973 de la ligne de Paris-Montparnasse à Brest, entre les gares ouvertes de Sillé-le-Guillaume et d'Évron. En direction de Sillé-le-Guillaume, s'intercale la gare fermée de Rouessé-Vassé.

## Service des voyageurs

### Accueil
Halte SNCF, c'est un point d'arrêt non géré (PANG) à entrée libre.

### Desserte
Voutré est desservie par des trains TER Pays de la Loire qui circulent sur la ligne de la relation no 22 entre la gare de Rennes et la gare du Mans.

### Intermodalité
Un parc pour les vélos et un parking pour les véhicules y sont aménagés.